# 치음 (음운학)
치음(齒音), 잇소리는 이에서 나는 소리라는 뜻으로, 조선 시대 훈민정음과 중국의 전통적인 음성학인 음운학에서 쓰였다. 둘은 쓰임이 다르다.

## 훈민정음
훈민정음에서 치음은 초성의 ㅅ, ㅆ, ㅈ, ㅉ, ㅊ을 말한다. 현대 음성학의 치경 마찰음, 치경 파찰음에 해당된다(단 유성 마찰음을 나타내는 ㅿ[z]은 반치음에 분류되어 있다).
| 오음          | 전청       | 차청        | 전탁       | 불청불탁 |
| ------------- | ---------- | ----------- | ---------- | -------- |
| 치음 (잇소리) | ㅈ 卽 [t͡s] | ㅊ 侵 [t͡sʰ] | ㅉ 慈 [t͈͡s͈] |          |
| 치음 (잇소리) | ㅅ 戌 [s]  |             | ㅆ 邪 [s͈]  |          |

- 전청(全淸)은 무기 무성음, 차청(次淸)은 유기 무성음, 전탁(全濁)은 경음, 불청불탁(不淸不濁)은 유성음 가운데 비음, 유음, 마찰음, 두자음 없이 모음으로 시작하는 것을 나타낸다.
- 'ㅈ', 'ㅊ', 'ㅉ'은 중세 한국어에서는 치조 파찰음[ts]이었고 근대 한국어에서 경구개음화가 일어나고 치조구개 파찰음[tɕ]이 되었다고도 한다.

## 중국 음운학
중국 음운학에서 치음은 성모(聲母, 두자음)를 분류한 오음(五音) 중의 하나이며, 치두음(齒頭音)과 정치음(正齒音)으로 나뉜다.
현대 음성학에 있어서 치두음은 치경 마찰음, 파찰음이라는 설이 유력하다. 즉 훈민정음의 치음과 음가가 중복되었다는 것이다.
정치음은 치경구개 마찰음, 파찰음에 해당된다는 설이 유력하여 남한의 ㅈ,ㅊ,ㅉ에 해당된다.
중국어 중고음(中古音, 수나라, 당나라의 발음)의 성모(두자음)을 표기하는 삼십육자모(三十六字母)에서  다음과 같이 분류되어 있다.
| 오음 | 오음   | 전청    | 차청     | 전탁    | 차탁 |
| ---- | ------ | ------- | -------- | ------- | ---- |
| 치음 | 치두음 | 精 [ts] | 淸 [tsʰ] | 從 [dz] |      |
| 치음 | 치두음 | 心 [s]  |          | 邪 [z]  |      |
| 치음 | 정치음 | 照 [ȶɕ] | 穿 [ȶɕʰ] | 牀 [ȡʑ] |      |
| 치음 | 정치음 | 審 [ɕ]  |          | 禪 [ʑ]  |      |

- 전청(全淸)은 무기 무성음, 차청(次淸)은 유기 무성음, 전탁(全濁)은 유성음 가운데 파열음, 마찰음, 파찰음, 차탁(次濁)은 유성음 가운데 비음, 유음, 영성모(零聲母, 성모(두자음) 없이 운모(모음 및 음절 말음)만 있는 경우를 이름)을 나타낸다.